# Zodiaco (miniserie televisiva)
Zodiaco è una miniserie televisiva italiana del 2008, in onda su Rai 2 dal 30 gennaio al 20 febbraio 2008.
La miniserie TV, composta da 4 puntate, è liberamente tratta dalla fiction francese Zodiaque. Gli attori protagonisti sono Antonia Liskova e Massimo Poggio. La regia è di Eros Puglielli.

## Trama
«Le colpe dei padri ricadranno sui figli». Questo è il primo misterioso messaggio del serial killer, soprannominato dalle autorità lo Zodiaco. Il messaggio è destinato a Gabriele Santandrea, un uomo di successo, patriarca di una ricchissima famiglia di banchieri. L'uomo si vede costretto a chiamare dagli Stati Uniti, la figlia illegittima Ester Musso per il suo compleanno. La donna in Italia si ritroverà a vivere un incubo. Quando la ragazza arriva a Torino, molti componenti dei Santandrea vengono uccisi. La prima vittima dello Zodiaco è Barbara Santandrea (che si capirà essere il suo fidanzato e chiamato da lei «Mio adorato Principe»), la figlia del primogenito di Gabriele. Ester, assieme al commissario Paolo Donati, condurrà le indagini. Le vittime lasciano intendere come l'assassino stia seguendo un disegno ben preciso e di difficile risoluzione per la polizia. Lo schema rituale dell'assassino, segue l'astrologia dello zodiaco. Aiutato da Ester, presa di mira anche lei dal maniaco, Donati non riuscendo a far luce sugli omicidi, si renderà presto conto che più passa il tempo, più il serial killer si avvicina al compimento della sua missione di morte. La serie di questi efferati delitti colpisce quasi tutti i protagonisti di questa folle serie di omicidi, e Ester insieme a Donati dovrà raccogliere tutto il coraggio per cercare la verità, e per scoprire chi è in realtà il nemico della sua famiglia. Comincia così una serie intricata di vicende in cui i protagonisti si troveranno invischiati, diventando oggetto di falsi sospetti che li condurranno negli oscuri labirinti dell'assassino, che sembra agire spinto da una forza oscura, ancestrale e perciò ancor più misteriosa. Tutte le sue azioni sembrano nascere dalla volontà di una vendetta molto, molto antica. Ci sono molti segreti all'interno della famiglia Santandrea. Esther, tormentata da visioni e lettere una più intriganti dell'altra, portano ogni volta a un delitto. In un ulteriore colpo di scena, la caccia allo Zodiaco continua, ma arriva a un'inattesa resa dei conti. Il misterioso assassino verrà smascherato... e qualcuno pagherà le conseguenze del caso finalmente risolto.

## Ascolti
| Episodio | Messa in onda    | Telespettatori | Share  |
| -------- | ---------------- | -------------- | ------ |
| 1        | 30 gennaio 2008  | 2.728.000      | 10,07% |
| 2        | 6 febbraio 2008  | 2.325.000      | 8,72%  |
| 3        | 13 febbraio 2008 | 2.240.000      | 8,88%  |
| 4        | 20 febbraio 2008 | 2.437.000      | 9.07%  |